# Mixibius fueginus
Mixibius fueginus är en djurart som tillhör fylumet trögkrypare, och som beskrevs av Giovanni Pilato och Maria Grazia Binda 1996. Mixibius fueginus ingår i släktet Mixibius och familjen Hypsibiidae. Inga underarter finns listade i Catalogue of Life.